# Neozygina ceonothana
Neozygina ceonothana är en insektsart som först beskrevs av Beamer 1934.  Neozygina ceonothana ingår i släktet Neozygina och familjen dvärgstritar. Inga underarter finns listade i Catalogue of Life.